# Simning vid samväldesspelen 2022
Simning vid samväldesspelen 2022 avgjordes mellan den 29 juli och 3 augusti 2022 i Sandwell Aquatics Centre i Birmingham i England.

## Medaljörer

### Parasport
| Gren                    | Guld                       | Guld         | Silver                     | Silver  | Brons                       | Brons   |
| 50 meter frisim S7      | Matthew Levy Australien    | 28,95        | Toh Wei Soong Singapore    | 29,10   | Christian Sadie Sydafrika   | 29,78   |
| 50 meter frisim S13     | Nicolas-Guy Turbide Kanada | 24,32        | Stephen Clegg Skottland    | 24,33   | Jacob Templeton Australien  | 24,47   |
| 200 meter frisim S14    | Nicholas Bennett Kanada    | 1.54,97 0MR0 | Benjamin Hance Australien  | 1.55,50 | Jack Ireland Australien     | 1.56,15 |
| 100 meter ryggsim S9    | Timothy Hodge Australien   | 1.01,88 0MR0 | Jesse Reynolds Nya Zeeland | 1.03,65 | Barry McClements Nordirland | 1.05,09 |
| 100 meter bröstsim SB8  | Joshua Willmer Nya Zeeland | 1.14,12      | Timothy Hodge Australien   | 1.14,19 | Blake Cochrane Australien   | 1.18,97 |
| 100 meter fjärilsim S10 | Col Pearse Australien      | 56,91        | Alex Saffy Australien      | 57,53   | James Hollis England        | 58,55   |

### Damer
| Gren                 | Guld | Guld                      | Silver | Silver       | Brons                                                                                                   | Brons           |
| 50 meter frisim      | Emma McKeon Australien                                                                                             | 23,99                     | Meg Harris Australien                                                                                         | 24,32        | Shayna Jack Australien                                                                                  | 24,36           |
| 100 meter frisim     | Mollie O'Callaghan Australien                                                                                      | 52,63                     | Shayna Jack Australien                                                                                        | 52,88        | Emma McKeon Australien                                                                                  | 52,94           |
| 200 meter frisim     | Ariarne Titmus Australien                                                                                          | 1.53,89 0MR0              | Mollie O'Callaghan Australien                                                                                 | 1.54,01      | Madison Wilson Australien                                                                               | 1.56,17         |
| 400 meter frisim     | Ariarne Titmus Australien                                                                                          | 3.58,06 0MR0              | Summer McIntosh Kanada                                                                                        | 3.59,32 0NR0 | Kiah Melverton Australien                                                                               | 4.03,12         |
| 800 meter frisim     | Ariarne Titmus Australien                                                                                          | 8.13,59 0MR0, 0AR0        | Kiah Melverton Australien                                                                                     | 8.16,79      | Lani Pallister Australien                                                                               | 8.19,16         |
| 50 meter ryggsim     | Kylie Masse Kanada                                                                                                 | 27,31 0MR0                | Mollie O'Callaghan Australien                                                                                 | 27,47        | Kaylee McKeown Australien                                                                               | 27,58           |
| 100 meter ryggsim    | Kaylee McKeown Australien                                                                                          | 58,60 0MR0                | Kylie Masse Kanada                                                                                            | 58,73        | Medi Harris Wales                                                                                       | 59,62           |
| 200 meter ryggsim    | Kaylee McKeown Australien                                                                                          | 2.05,60 0MR0              | Kylie Masse Kanada                                                                                            | 2.07,81      | Katie Shanahan Skottland                                                                                | 2.09,22         |
| 50 meter bröstsim    | Lara van Niekerk Sydafrika                                                                                         | 29,73 0MR0                | Imogen Clark England                                                                                          | 30,02 0NR0   | Chelsea Hodges Australien                                                                               | 30,05 0AR0      |
| 100 meter bröstsim   | Lara van Niekerk Sydafrika                                                                                         | 1.05,47                   | Tatjana Schoenmaker Sydafrika                                                                                 | 1.06,68      | Chelsea Hodges Australien                                                                               | 1.07,05         |
| 200 meter bröstsim   | Tatjana Schoenmaker Sydafrika                                                                                      | 2.21,92                   | Jenna Strauch Australien                                                                                      | 2.23,65      | Kaylene Corbett Sydafrika                                                                               | 2.23,67         |
| 50 meter fjärilsim   | Emma McKeon Australien                                                                                             | 25,90                     | Erin Gallagher SydafrikaHolly Barratt Australien                                                              | 26,05        | Ingen tilldelad                                                                                         | Ingen tilldelad |
| 100 meter fjärilsim  | Maggie Mac Neil Kanada                                                                                             | 56,36 0MR0                | Emma McKeon Australien                                                                                        | 56,38        | Brianna Throssell Australien                                                                            | 57,50           |
| 200 meter fjärilsim  | Elizabeth Dekkers Australien                                                                                       | 2.07,28                   | Laura Stephens England                                                                                        | 2.07,90      | Brianna Throssell Australien                                                                            | 2.08,32         |
| 200 meter medley     | Summer McIntosh Kanada                                                                                             | 2.08,70 0VRJ0             | Kaylee McKeown Australien                                                                                     | 2.09,52      | Abbie Wood England                                                                                      | 2.10,68         |
| 400 meter medley     | Summer McIntosh Kanada                                                                                             | 4.29,01 0VRJ0, 0MR0, 0AR0 | Kiah Melverton Australien                                                                                     | 4.36,78      | Katie Shanahan Skottland                                                                                | 4.39,37         |
| 4 × 100 meter frisim | Australien Madison Wilson (53,22) Shayna Jack (52,72) Mollie O'Callaghan (52,66) Emma McKeon (52,04)               | 3.30,64                   | England Anna Hopkin (53,81) Abbie Wood (54,28) Isabella Hindley (55,10) Freya Anderson (53,43)                | 3.36,62      | Kanada Summer McIntosh (54,62) Katerine Savard (54,44) Rebecca Smith (55,08) Maggie Mac Neil (53,11)    | 3.37,25         |
| 4 × 200 meter frisim | Australien Madison Wilson (1.56,27) Kiah Melverton (1.55,40) Mollie O'Callaghan (1.54,80) Ariarne Titmus (1.52,82) | 7.39,29 0VR0              | Kanada Summer McIntosh (1.55,24) Ella Jansen (1.57,83) Mary-Sophie Harvey (1.59,65) Katerine Savard (1.59,28) | 7.51,98      | England Freya Colbert (1.57,85) Tamryn van Selm (2.02,60) Abbie Wood (1.58,99) Freya Anderson (1.57,67) | 7.57,11         |
| 4 × 100 meter medley | Australien Kaylee McKeown (58,79) Chelsea Hodges (1.06,68) Emma McKeon (56,59) Mollie O'Callaghan (52,38)          | 3.54,44                   | Kanada Kylie Masse (59,01) Sophie Angus (1.07,66) Maggie Mac Neil (56,59) Summer McIntosh (53,33)             | 3.56,59      | England Lauren Cox (1.00,72) Molly Renshaw (1.06,61) Laura Stephens (58,96) Anna Hopkin (53,15)         | 3.59,44         |

### Parasport
| Gren                   | Guld                          | Guld       | Silver                         | Silver  | Brons                     | Brons   |
| 50 meter frisim S13    | Katja Dedekind Australien     | 26,56 0VR0 | Hannah Russell England         | 27,67   | Kirralee Hayes Australien | 28,24   |
| 100 meter frisim S9    | Sophie Pascoe Nya Zeeland     | 1.02,95    | Emily Beecroft Australien      | 1.03,74 | Toni Shaw Skottland       | 1.03,75 |
| 200 meter frisim S14   | Bethany Firth Nordirland      | 2.07,02    | Jessica-Jane Applegate England | 2.08,58 | Louise Fiddes England     | 2.11,22 |
| 100 meter ryggsim S8   | Alice Tai England             | 1.13,64    | Tupou Neiufi Nya Zeeland       | 1.17,91 | Lily Rice Wales           | 1.23,06 |
| 100 meter bröstsim SB6 | Maisie Summers-Newton England | 1.32,72    | Grace Harvey England           | 1.43,29 | Camille Bérubé Kanada     | 1.43,81 |
| 200 meter medley SM10  | Jasmine Greenwood Australien  | 2.33,29    | Aurélie Rivard Kanada          | 2.34,26 | Keira Stephens Australien | 2.36,68 |

### Mixat
a  Simmade endast försöken men mottog medalj.

## Medaljtabell
*   Värdland ( England)
| Nr               | CGA              | Guld | Silver | Brons | Totalt |
| ---------------- | ---------------- | ---- | ------ | ----- | ------ |
| 1                | Australien       | 25   | 21     | 19    | 65     |
| 2                | England*         | 8    | 16     | 8     | 32     |
| 3                | Kanada           | 7    | 7      | 6     | 20     |
| 4                | Nya Zeeland      | 5    | 2      | 2     | 9      |
| 5                | Sydafrika        | 4    | 4      | 3     | 11     |
| 6                | Skottland        | 2    | 1      | 9     | 12     |
| 7                | Nordirland       | 1    | 1      | 1     | 3      |
| 8                | Singapore        | 0    | 2      | 0     | 2      |
| 9                | Wales            | 0    | 0      | 2     | 2      |
| Totalt (9 CGAer) | Totalt (9 CGAer) | 52   | 54     | 50    | 156    |